# Chimaera argiloba
Chimaera argiloba är en broskfiskart som beskrevs av Last, White och Pogonoski 2008. Chimaera argiloba ingår i släktet Chimaera och familjen havsmusfiskar. IUCN kategoriserar arten globalt som livskraftig. Inga underarter finns listade i Catalogue of Life.
Arten förekommer i havet väster om Australien. Den vistas i områden som är 370 till 520 meter djupa. Fynd från Indonesien och Nya Kaledonien tillhör kanske denna art. Med stjärtfenans utskott blir individerna upp till 90 cm långa.